# زنده در لونا پارک
زنده در لونا پارک (به انگلیسی: Live at Luna Park) یک آلبوم زنده و ویدیو از گروه پراگرسیو متال آمریکایی دریم تیتر است که در ۵ نوامبر ۲۰۱۳ منتشر شده‌است. فیلم این کنسرت توسط مایک لئونارد کارگردانی شده‌است.
آلبوم در دو شب و در استادیوم لونا پارکِ بوئنوس آیرس در اوت ۲۰۱۲ ضبط شده‌است. پس از جدایی مایک پورتنوی در سال ۲۰۱۰، این اولین ضبط زنده گروه با حضور مایک منجینی به عنوان درامر بوده‌است. این آلبوم با زمانی حدود ۱۸۹ دقیقه، طولانی‌ترین آلبوم گروه دریم تیتر است.